# 27 september
27 september is de 270ste dag van het jaar (271ste dag in een schrikkeljaar) in de gregoriaanse kalender. Hierna volgen nog 95 dagen tot het einde van het jaar.

## Gebeurtenissen
- Algemeen

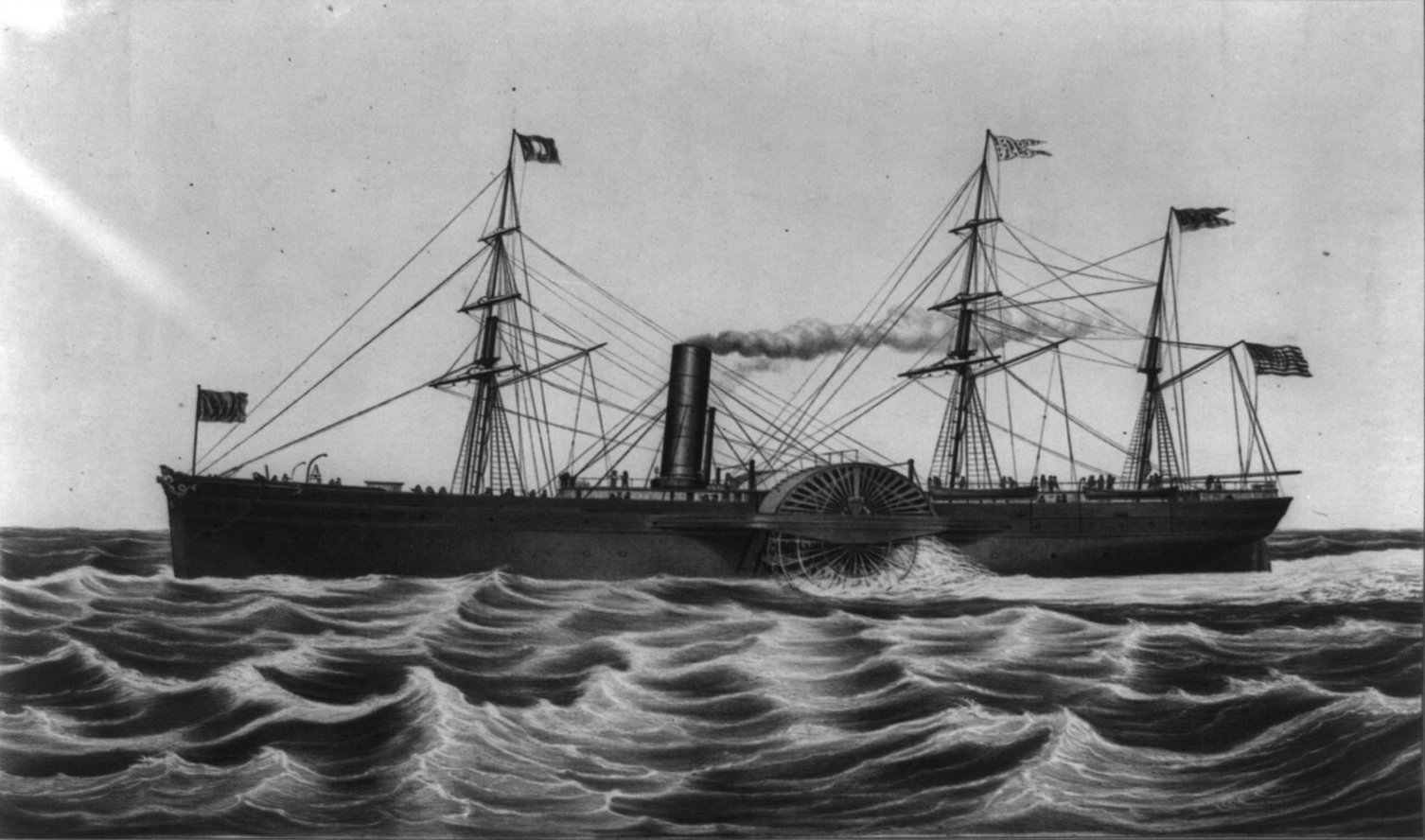
De SS Arctic in 1850

  - 1650 - De submariene vulkaan Kolumbo, nabij Santorini, barst uit met een kracht van VEI 6. Circa 70 mensen komen hierbij om.
  - 1854 - Het stoomschip Arctic zinkt met 300 mensen aan boord. Dit is de eerste grote ramp op de Atlantische Oceaan.[1]
  - 1938 - Het passagiersschip Queen Elisabeth wordt te water gelaten en gedoopt door Koningin-gemalin Elisabeth. Het schip speelt een belangrijke rol in WO II als snel troepenschip.
  - 1976 - België - Inhuldiging en in werking stellen van de nieuwe zeemachtbasis in Zeebrugge.
  - 2020 - Artiest Gordon wordt in de nachtelijke uren overvallen in zijn huis in Amsterdam en daarbij bedreigd en mishandeld. Er worden dure spullen buitgemaakt.[2]
  - 2021 - Kreta wordt getroffen door een aardbeving met een kracht van 5.8.
  - 2023 - De Amerikaanse militair die op 18 juli 2023 tijdens een excursie zonder toestemming de grens overstak met Noord-Korea is in China overgedragen aan de Amerikaanse autoriteiten.[3]
- Economie
  - 1908 - In het Amerikaanse Detroit rijdt de eerste Ford Model T uit de fabriek; een auto waarvan er 15 miljoen gebouwd zullen worden.
- Infrastructuur
  - 1825 - In Engeland rijdt de eerste passagierstrein, bestaande uit één wagon met passagiers, getrokken door een locomotief. George Stephenson is de machinist.[1]
- Kunst en cultuur
  - 2022 - De Johannes Vermeer Prijs 2022, de Nederlandse staatsprijs voor de kunsten, wordt toegekend aan schrijver Arnon Grunberg. Volgens de jury heeft hij "met zijn literaire bijdragen onmiskenbaar grote invloed gehad op zijn generatie".[4][5]
- Media
  - 1990 - Voor de eerste keer sinds 14 februari 1989 verschijnt de Britse schrijver Salman Rushdie, bekend van De Duivelsverzen, op de televisie.
  - 2019 - RTL4 zendt de eerste aflevering uit van The Masked Singer.[6]
- Oorlog
  - 489 - Odoaker valt Thedorik aan in de Slag van Verona.
  - 1331 - Slag van Plowce tussen Koninkrijk Polen en de Duitse Orde
  - 1605 - De Zweedse legers worden volkomen verslagen door Polen-Litouwen in de Slag van Kircholm.[1]
  - 1821 - Mexico's onafhankelijkheid wordt erkend na 11 jaar oorlog.[1]
  - 1993 - President Miguel Trovoada van het eilandstaatje Sao Tomé en Principe begint in Luanda aan een nieuwe bemiddelingspoging in de Angolese burgeroorlog.
- Politiek
  - 1312 - De Brabantse steden sluiten met hertog Jan II van Brabant de Keure van Kortenberg en legt daarmee de basis voor het Brabants constitutionalisme.
  - 1922 - De Griekse koning Constantijn I wordt voor de tweede keer gedwongen afstand te doen van zijn troon (abdiceren) en moet het land verlaten.
  - 1940 - Duitsland, Italië en Japan ondertekenen het Driemogendhedenpact.
  - 1975 - In Utrecht wordt een grote demonstratie gehouden (door het kabinet georganiseerd) tegen de executie van vijf jonge Spaanse verzetsstrijders.
  - 1990 - Oud-president van Algerije Ahmed Ben Bella keert na negen jaar ballingschap terug naar zijn vaderland.
  - 1990 - De regeringspartij van de Zambiaanse president Kenneth Kaunda besluit haar machtsmonopolie op te geven en vrije verkiezingen uit te schrijven die binnen een jaar moeten worden gehouden.
  - 1992 - Kiezers in Togo stemmen in een referendum in met een nieuwe grondwet, die voorziet in een meerpartijenstelsel en dus een einde aan kwart eeuw van militaire dictatuur.
  - 1993 - De Japanse premier Morihiro Hosokawa spreekt in de Algemene Vergadering van de Verenigde Naties zijn verontschuldigingen uit voor het gedrag van zijn vaderland tijdens de Tweede Wereldoorlog.
  - 2002 - Oost-Timor wordt lid van de Verenigde Naties.[1]
  - 2011 - De Boliviaanse minister van Binnenlandse Zaken, Sacha Llorenti, treedt af vanwege het hardhandige optreden van de politie tegen indiaanse betogers. Die protesteerden tegen de aanleg van een snelweg naar buurland Brazilië.
- Religie
  - 1540 - Paus Paulus III erkent de Sociëteit van Jezus of Jezuïetenorde.
  - 1870 - Verheffing van het Apostolisch vicariaat Luxemburg tot Bisdom Luxemburg.
  - 1997 - Bob Dylan treedt in Bologna op voor paus Johannes Paulus II.[1] In zijn preek gaat de paus in op de liedtekst van Dylans nummer Blowin' In The Wind.[7]
- Sport
  - 1998 - Het Zambiaans voetbalelftal wint ook de tweede editie van de COSAFA Cup.
  - 2015 - De Slowaak Peter Sagan wint bij de WK wielrennen in Richmond de wereldtitel op de weg.
  - 2016 - Bondscoach van Engeland Sam Allardyce wordt al na 67 dagen ontslagen. Zijn positie was onhoudbaar geworden nadat hij aan undercoverjournalisten had uitgelegd hoe de Engelse transferregels omzeild kunnen worden.
  - 2021 - Wielrenner Moreno Hofland beëindigt zijn profcarrière vanwege aanhoudende gezondheidsproblemen.
  - 2021 - Jaap Stam is opnieuw snel ontslagen als voetbalcoach, dit keer bij Cincinnati.
- Wetenschap en technologie
  - 1822 - Jean-François Champollion kondigt aan dat hij de Steen van Rosetta heeft ontcijferd.[1]
  - 1825 - Voor het eerst trekt een stoomlocomotief (de Locomotion No.1, bestuurd door George Stephenson) een passagierstrein vooruit.
  - 1981 - De eerste reguliere inzet van de TGV op de Ligne à Grande Vitesse (LGV) Sud-Est tussen Parijs en Lyon.
  - 1997 - NASA's Mars Pathfinder missie heeft voor de laatste keer contact met de Aarde. De missie had 1 maand moeten duren, maar het zijn 3 maanden geworden. Onderdeel van de missie is de eerste Marsrover ooit: Sojourner.[8]
  - 1998 - Google start met zoeken.[1]
  - 2008 - Ruimtewandeling van de Chinese taikonaut Zhai Zhigang vanuit het Shenzhou 7 ruimtevaartuig. Het is de eerste ruimtewandeling ooit van een taikonaut.[9]

## Geboren

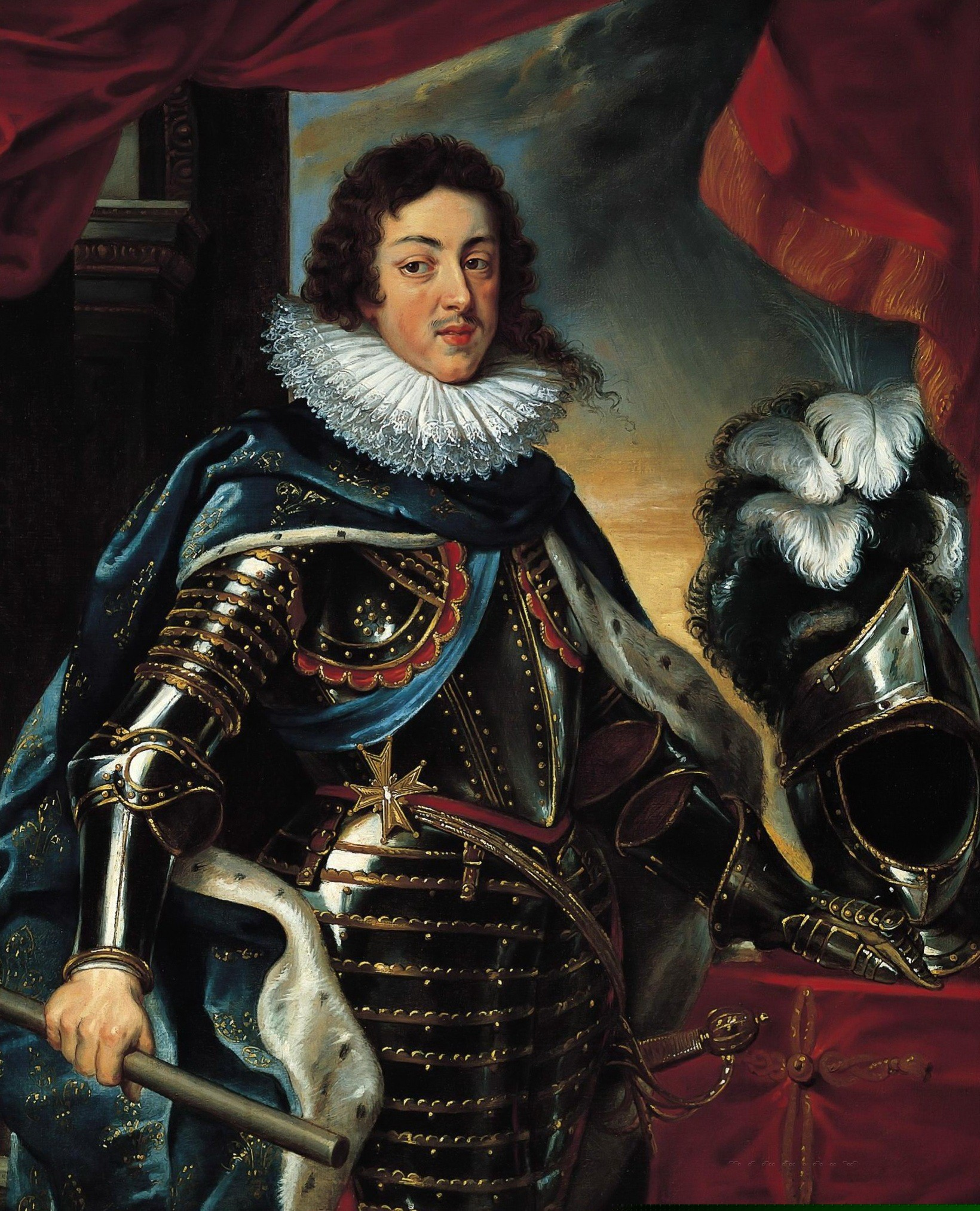
Lodewijk XIII van Frankrijk
geboren in 1601

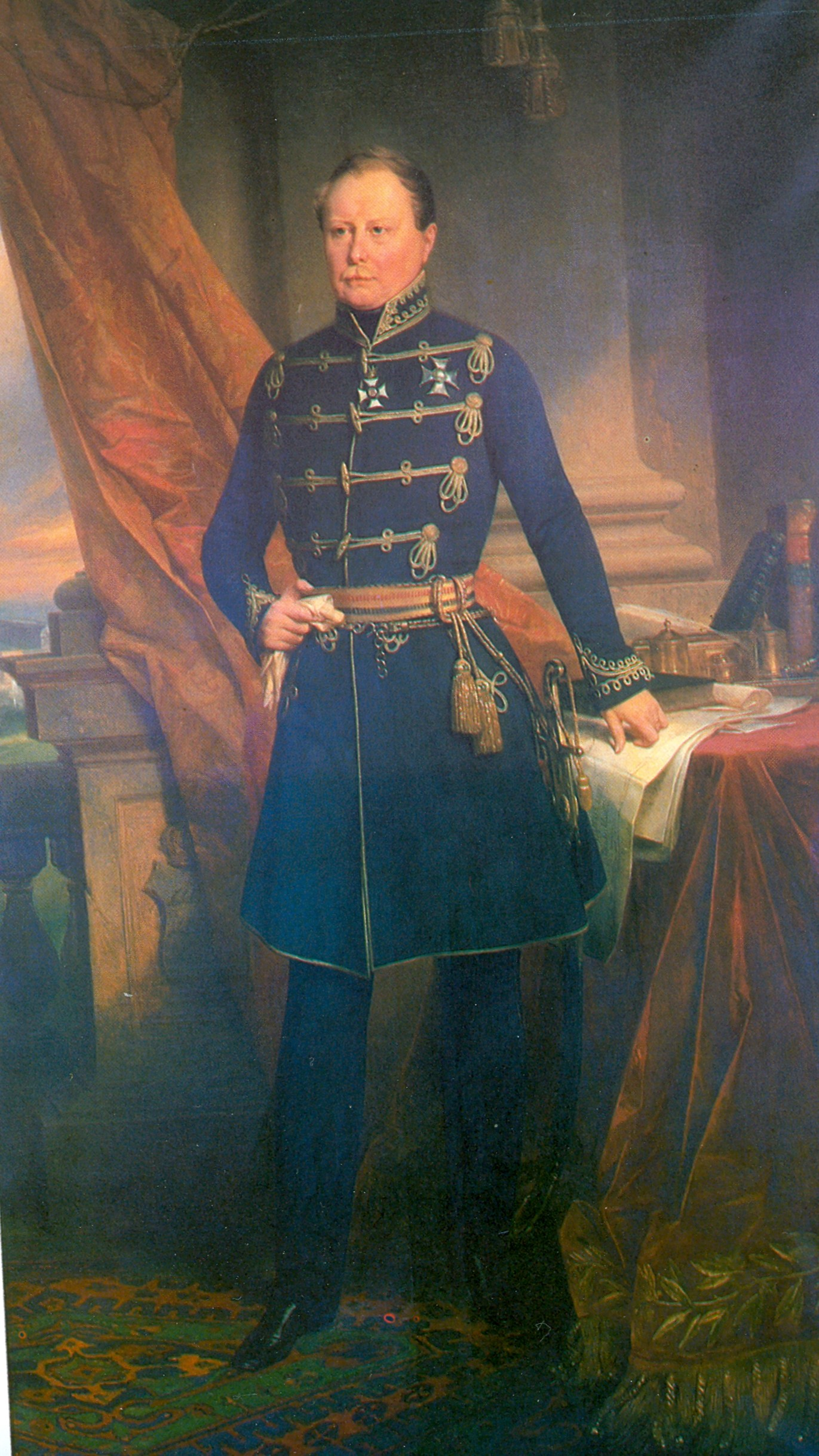
Willem I van Württemberg
geboren in 1781

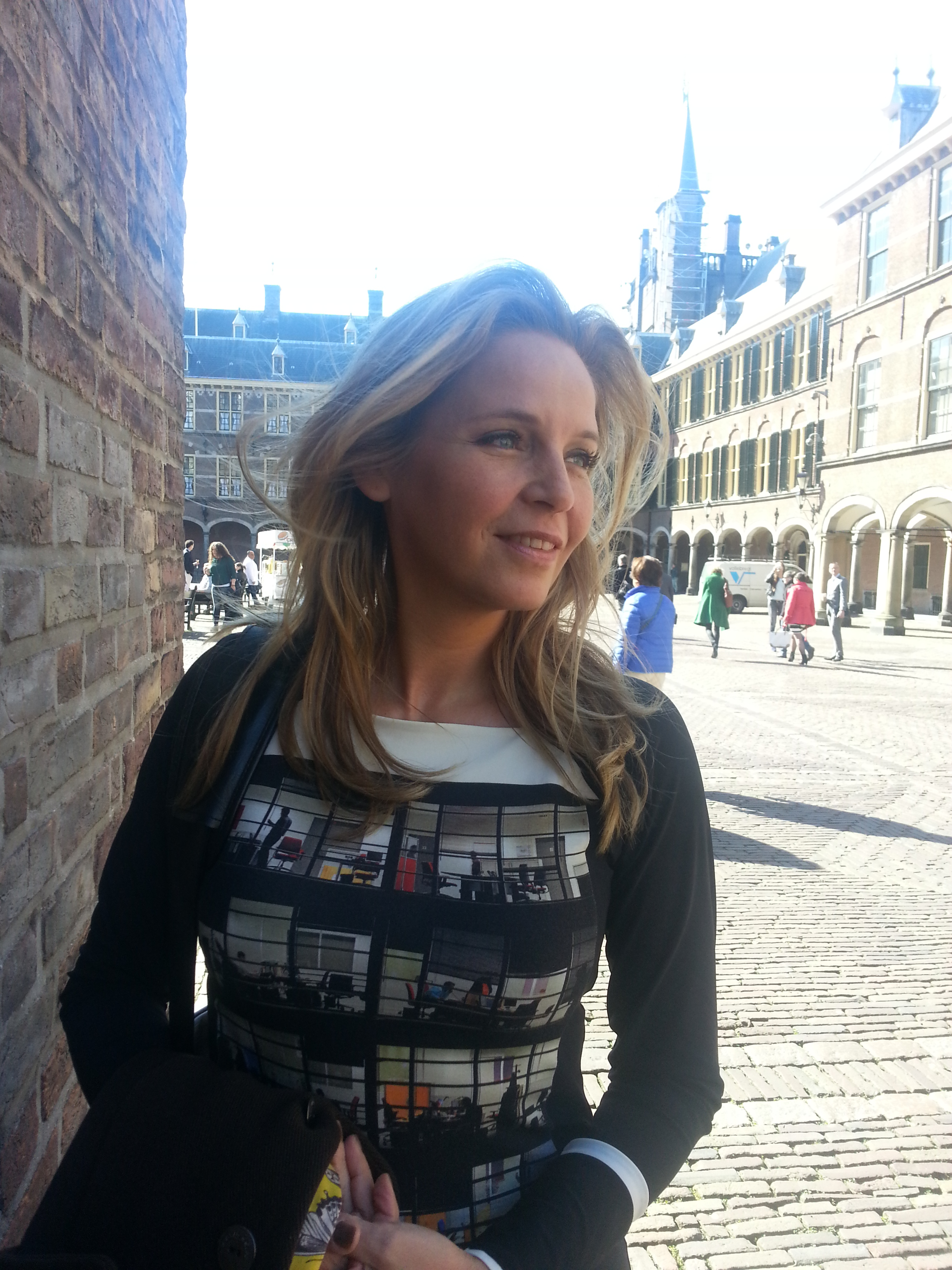
Esther Verhoef
geboren in 1968

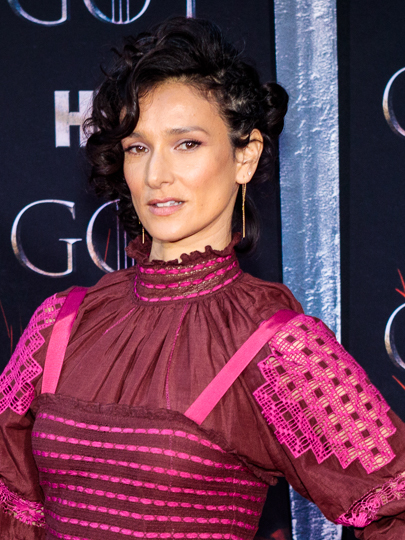
Indira Varma
geboren in 1973

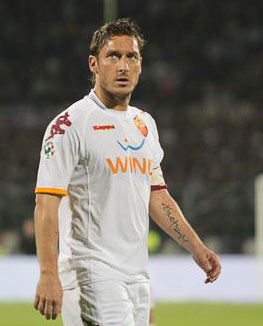
Francesco Totti
geboren in 1976

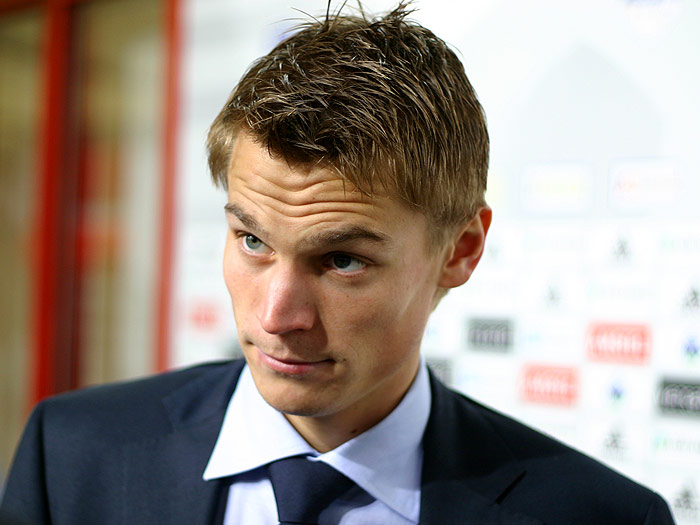
Markus Rosenberg
geboren in 1982

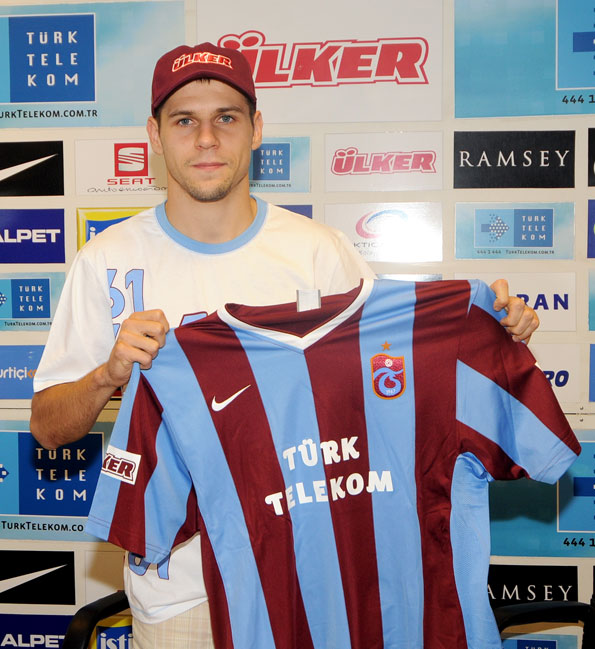
Drago Gabrić
geboren in 1986

- 1275 - Jan II van Brabant, hertog van Brabant (overleden 1312)
- 1389 - Cosimo de' Medici de Oude, Florentijns machthebber (overleden 1464)
- 1601 - Lodewijk XIII van Frankrijk (overleden 1643)
- 1685 - Karel August van Nassau-Weilburg, vorst van Nassau-Weilburg (overleden 1753)
- 1729 - Michael Denis, Oostenrijks schrijver en lepidopterist (overleden 1800)
- 1772 - Antonio Casimir Cartellieri, Pools-Oostenrijkse componist, violist en dirigent (overleden 1807)
- 1781 - Willem I van Württemberg, koning van Württemberg (overleden 1864)
- 1783 - Agustín de Iturbide, Mexicaans keizer (overleden 1824)
- 1826 - Leonard Lodewijk De Bo, Belgisch schrijver (overleden 1885)
- 1842 - Alphonse Renard, Belgisch mineraloog (overleden 1903)
- 1853 - Benito Legarda, Filipijns politicus en zakenman (overleden 1915)
- 1862 - Louis Botha, Zuid-Afrikaans generaal en premier (overleden 1919)
- 1864 - Andrej Hlinka, Slowaaks politicus (overleden 1938)
- 1865 - Miguel Malvar, Filipijns revolutionair generaal (overleden 1911)
- 1867 - Giovanni Bonzano, Italiaans curiekardinaal (overleden 1927)
- 1874 - Bertus Coops, Nederlands burgemeester in Nederlands-Indië (overleden 1966)
- 1877 - Jan Luchies Nysingh, Nederlands jurist en waarnemend gouverneur van Suriname (overleden 1945)
- 1886 - Lucien Gaudin, Frans schermer (overleden 1934)
- 1887 - Jef Toune, Belgisch kunstenaar (overleden 1940)
- 1887 - Karl Wegele, Duits voetballer (overleden 1960)
- 1892 - Titus Buitenhuis, Nederlands NSB-burgemeester (overleden 1964)
- 1893 - Ad van der Steur, Nederlands architect (overleden 1953)
- 1895 - Woolf Barnato, Brits autocoureur (overleden 1948)
- 1895 - Pieter Herman van der Trappen, Nederlands ingenieur en officier (overleden 1953)
- 1896 - Jaap Bulder, Nederlands voetballer (overleden 1979)
- 1899 - Selli Engler, Duits activiste en schrijfster (overleden 1972)
- 1904 - Edvard Kocbek, Sloveens schrijver, publicist en politicus (overleden 1981)
- 1904 - Koene Dirk Parmentier, Nederlands piloot bij de KLM (overleden 1948)
- 1906 - Charles Simons, Belgisch voetballer (overleden 1979)
- 1907 - Ralph Evinrude, Amerikaans zakenmagnaat (overleden 1986)
- 1912 - Tauno Marttinen, Fins componist en dirigent (overleden 2008)
- 1919 - Jayne Meadows, Amerikaans actrice (overleden 2015)
- 1919 - Charles Percy, Amerikaans politicus en ondernemer (overleden 2011)
- 1921 - Heinrich Boere, Nederlands oorlogsmisdadiger (overleden 2013)
- 1921 - Guido Haazen, Belgisch fotograaf, keramist en dirigent (overleden 2004)
- 1922 - Arthur Penn, Amerikaans regisseur (overleden 2010)
- 1924 - André Kamperveen, Surinaams politicus en zakenman (overleden 1982)
- 1924 - Fred Singer, Amerikaans natuurkundige (overleden 2020)
- 1924 - Josef Škvorecký, Tsjechisch-Canadees schrijver, dichter, vertaler en uitgever (overleden 2012)
- 1925 - Robert Edwards, Brits fysioloog en Nobelprijswinnaar (overleden 2013)
- 1927 - Adhemar da Silva, Braziliaans atleet (overleden 2001)
- 1928 - Margaret Rule, Brits archeologe (overleden 2015)
- 1931 - Edward Meeks, Amerikaans acteur (overleden 2022)
- 1931 - Freddy Quinn, Oostenrijks zanger/acteur
- 1932 - Edward Muscare, Amerikaans entertainer (overleden 2012)
- 1932 - Oliver E. Williamson, Amerikaans econoom en Nobelprijswinnaar (overleden 2020)
- 1933 - C.K. Nagesh, Indiaas Kollywoodacteur (overleden 2009)
- 1934 - Wilford Brimley, Amerikaans acteur (overleden 2020)
- 1934 - Ed van Dommelen, Nederlands politicus (overleden 2021)
- 1934 - Ib Glindemann, Deens jazztrompettist en -componist (overleden 2019)
- 1935 - Gerard Bakker, Nederlands edelsmid, beeldhouwer en koperslager
- 1935 - Charles De Block, Belgisch politicus (overleden 2007)
- 1935 - Jerry Shipp, Amerikaans basketballer (overleden 2021)
- 1936 - Don Cornelius, Amerikaans gastheer van televisieprogramma's en producent (overleden 2012)
- 1936 - Lars Erstrand, Zweeds vibrafonist (overleden 2009)
- 1936 - Bruno Gironcoli, Oostenrijks beeldhouwer (overleden 2010)
- 1938 - Günter Brus, Oostenrijks kunstenaar (overleden 2024)
- 1939 - Kathy Whitworth, Amerikaans golfster (overleden 2022)
- 1940 - Benoni Beheyt, Belgisch wielrenner
- 1940 - Rudolph Moshammer, Duits modeontwerper (overleden 2005)
- 1940 - Roger Van Hool, Belgisch acteur (overleden 2023)
- 1941 - Roger Claessen, Belgisch voetballer (overleden 1982)
- 1941 - Peter Bonetti, Engels voetballer
- 1941 - Joel Shapiro, Amerikaans beeldhouwer (overleden 2025)
- 1942 - Dith Pran, Cambodjaans-Amerikaans fotojournalist en mensenrechtenactivist (overleden 2008)
- 1942 - Alvin Stardust, Brits zanger (overleden 2014)
- 1943 - Randy Bachman, Canadees zanger, gitarist en componist
- 1943 - Amadeus van Savoye, Italiaans hertog (overleden 2021)
- 1944 - Christian Nau, Frans zeilwagenracer en auteur (overleden 2022)
- 1945 - Bob Spiers, Brits televisieregisseur (overleden 2008)
- 1945 - Danny Verbiest, Belgisch televisiemaker (overleden 2025)
- 1946 - Nikos Anastasiadis, Cypriotisch politicus
- 1946 - Jacques Wallage, Nederlands politicus
- 1947 - Dick Advocaat, Nederlands voetballer en voetbaltrainer
- 1947 - Barbara Dickson, Brits zangeres, muzikante en actrice
- 1947 - Meat Loaf, Amerikaans rockzanger en acteur (overleden 2022)
- 1948 - Gus Pleines, Nederlands popmuzikant en zanger (overleden 2007)
- 1949 - Karin Koopman, Nederlands zangeres en klaveciniste
- 1949 - Jahn Teigen, Noors zanger (overleden 2020)
- 1950 - John Marsden, Australisch schrijver (overleden 2024)
- 1950 - Héctor Scotta, Argentijns voetballer
- 1951 - Geoff Gallop, 27e premier van West-Australië
- 1953 - Mata Amritananda Mayi, Indiaas spiritueel leidster
- 1953 - Claudio Gentile, Italiaans voetballer en voetbalcoach
- 1953 - Greg Ham, Australisch songwriter, muzikant en acteur (overleden 2012)
- 1953 - Robbie Shakespeare, Jamaicaans basgitarist en producer (overleden 2021)
- 1955 - Charles Burns, Amerikaans cartoonist, stripauteur, illustrator en filmregisseur.
- 1956 - Steve Archibald, Schots voetballer en voetbaltrainer
- 1957 - Jacques Borlée, Belgisch atleet en atletiekcoach
- 1957 - Peter Sellars, Amerikaans toneelregisseur
- 1958 - René Bom, Nederlands muziekmanager en nachtburgemeester van Den Haag (overleden 2024)
- 1958 - Shaun Cassidy, Amerikaans acteur
- 1958 - John Fedorowicz, Amerikaans schaker
- 1959 - Arend Jan Boekestijn, Nederlands geschiedkundige en politicus
- 1959 - Lies Schilp, Nederlands zangeres
- 1960 - Ben Liebrand, Nederlands dj
- 1960 - Patrick Lindner, Duits schlagerzanger
- 1960 - Shane O'Brien, Nieuw-Zeelands roeier
- 1963 - Mirjam de Rooij, Nederlands actrice
- 1964 - Johnny du Plooy, Zuid-Afrikaans bokser (overleden 2013)
- 1965 - Doug Chandler, Amerikaans motorcoureur
- 1966 - Jovanotti, Italiaans muzikant
- 1967 - Anna Birjoekova, Sovjet-Russisch/Russisch atlete
- 1967 - Jacob Svinggaard, Deens voetballer
- 1968 - Mari Kiviniemi, Fins politica en bestuurder; premier 2010-2011
- 1968 - Yukinori Taniguchi, Japans autocoureur
- 1968 - Esther Verhoef, Nederlands schrijfster
- 1969 - Nixon Carcelén, Ecuadoraans voetballer
- 1970 - Robert Burbano, Ecuadoraans voetballer
- 1970 - Stef Kamil Carlens, Belgisch muzikant en kunstenaar
- 1970 - Tamara Taylor, Canadees actrice
- 1971 - Marlon Ayoví, Ecuadoraans voetballer
- 1971 - Torsten Stenzel, Duits danceproducer
- 1971 - Amanda Detmer, Amerikaans actrice
- 1972 - Clara Hughes, Canadees schaatsster en wielrenster
- 1972 - Bibian Mentel, Nederlands snowboardster (overleden 2021)
- 1972 - Gwyneth Paltrow, Amerikaans actrice
- 1973 - Abdelhani Kenzi, Algerijns bokser
- 1973 - Julio René Martínez, Guatemalteeks snelwandelaar
- 1973 - Indira Varma, Engels actrice
- 1974 - Magarsa Assale, Ethiopisch atlete
- 1974 - Lodewijk Asscher, Nederlands politicus
- 1974 - Pedro Horrillo, Spaans wielrenner
- 1974 - Bas Verheijden, Nederlands pianist
- 1975 - Krzysztof Nowak, Pools voetballer (overleden 2005)
- 1975 - Leonel Pernía, Argentijns autocoureur
- 1976 - Sander Lantinga, Nederlands televisie- en radiopresentator
- 1976 - Ingrid Schäfer-Poels, Nederlands politiechef (overleden 2025)
- 1976 - Odette Simons, Nederlands televisiepresentatrice
- 1976 - Francesco Totti, Italiaans voetballer
- 1977 - Andrus Värnik, Estisch atleet
- 1978 - Brad Arnold, Amerikaans zanger
- 1978 - Curt Fortin, Nederlands-Arubaans zanger, presentator en acteur
- 1978 - Mihaela Ursuleasa, Roemeens pianiste (overleden 2012)
- 1979 - Christian Jones, Australisch autocoureur
- 1979 - Shinji Ono, Japans voetballer
- 1980 - Olivier Kapo, Frans-Ivoriaans voetballer
- 1980 - Ilja Venäläinen, Fins voetballer
- 1981 - Dragomir Draganov, Bulgaars voetbalscheidsrechter
- 1981 - Guus Hoogmoed, Nederlands atleet
- 1982 - Anna Camp, Amerikaans actrice
- 1982 - Fabián Estoyanoff, Uruguayaans voetballer
- 1982 - Markus Rosenberg, Zweeds voetballer
- 1982 - Andwelé Slory, Surinaams-Nederlands voetballer
- 1982 - Lil Wayne, Amerikaans rapper
- 1982 - Darrent Williams, Amerikaans Americanfootballspeler (overleden 2007)
- 1983 - Charlotte Debroux, Belgisch atlete
- 1983 - Lander Van Droogenbroeck, Belgisch atleet
- 1984 - Avril Lavigne, Canadees popartieste
- 1984 - Anna Ringsred, Amerikaans langebaanschaatsster
- 1984 - Dalibor Stevanovič, Sloveens voetballer
- 1984 - Askale Tafa, Ethiopisch atlete
- 1984 - Wouter Weylandt, Belgisch wielrenner (overleden 2011)
- 1985 - Anne Möllinger, Duits atlete
- 1985 - Daniel Pudil, Tsjechisch voetballer
- 1985 - Ibrahim Touré, Ivoriaans voetballer (overleden 2014)
- 1986 - Frank Boeckx, Belgisch voetballer
- 1986 - Alexandru Epureanu, Moldavisch voetballer
- 1986 - Drago Gabrić, Kroatisch voetballer
- 1986 - Ricardo Risatti, Argentijns autocoureur
- 1987 - Vanessa James, Frans kunstschaatsster
- 1987 - Olga Poetsjkova, Russisch tennisster
- 1987 - David Walters, Amerikaans zwemmer
- 1988 - David Baramidze, Duits schaker
- 1988 - Maruša Ferk, Sloveens alpineskiester
- 1988 - Ronan van Zandbeek, Nederlands wielrenner
- 1989 - Idalys Ortíz, Cubaans judoka
- 1989 - Ramiks, Nederlands muziekproducent
- 1989 - Park Tae-Hwan, Zuid-Koreaans zwemmer
- 1989 - Jeneba Tarmoh, Amerikaans atlete
- 1989 - Anna Wörner, Duits freestyleskiester
- 1990 - Hugo Houle, Canadees wielrenner
- 1990 - Sandra Ringwald, Duits langlaufster
- 1991 - Simona Halep, Roemeens tennisster
- 1991 - Renato Neto, Braziliaans voetballer
- 1991 - Mehdi Terki, Algerijns voetballer
- 1992 - Luc Castaignos, Nederlands voetballer
- 1992 - Granit Xhaka, Kosovaars-Zwitsers voetballer
- 1993 - Peres Chepchirchir, Keniaans atlete
- 1993 - Lisandro Magallán, Argentijns voetballer
- 1993 - Mónica Puig, Puerto Ricaans tennisster
- 1996 - Noa-Lynn van Leuven, Nederlands dartster
- 1998 - Becky Storrie, Brits wielrenster
- 2000 - Justen Blok, Nederlands hockeyer
- 2001 - David Malukas, Amerikaans autocoureur
- 2001 - Yuto Totsuka, Japans snowboarder
- 2002 - Jenna Ortega, Amerikaans actrice
- 2004 - Chiara Beccari, Italiaans voetbalster
- 2004 - João Neves, Portugees voetballer
- 2008 - Sil van der Zwan, Nederlands acteur

## Overleden

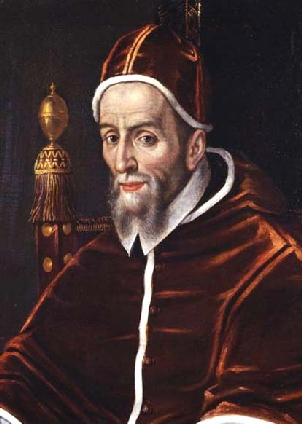
Paus Urbanus VII
overleden 1590

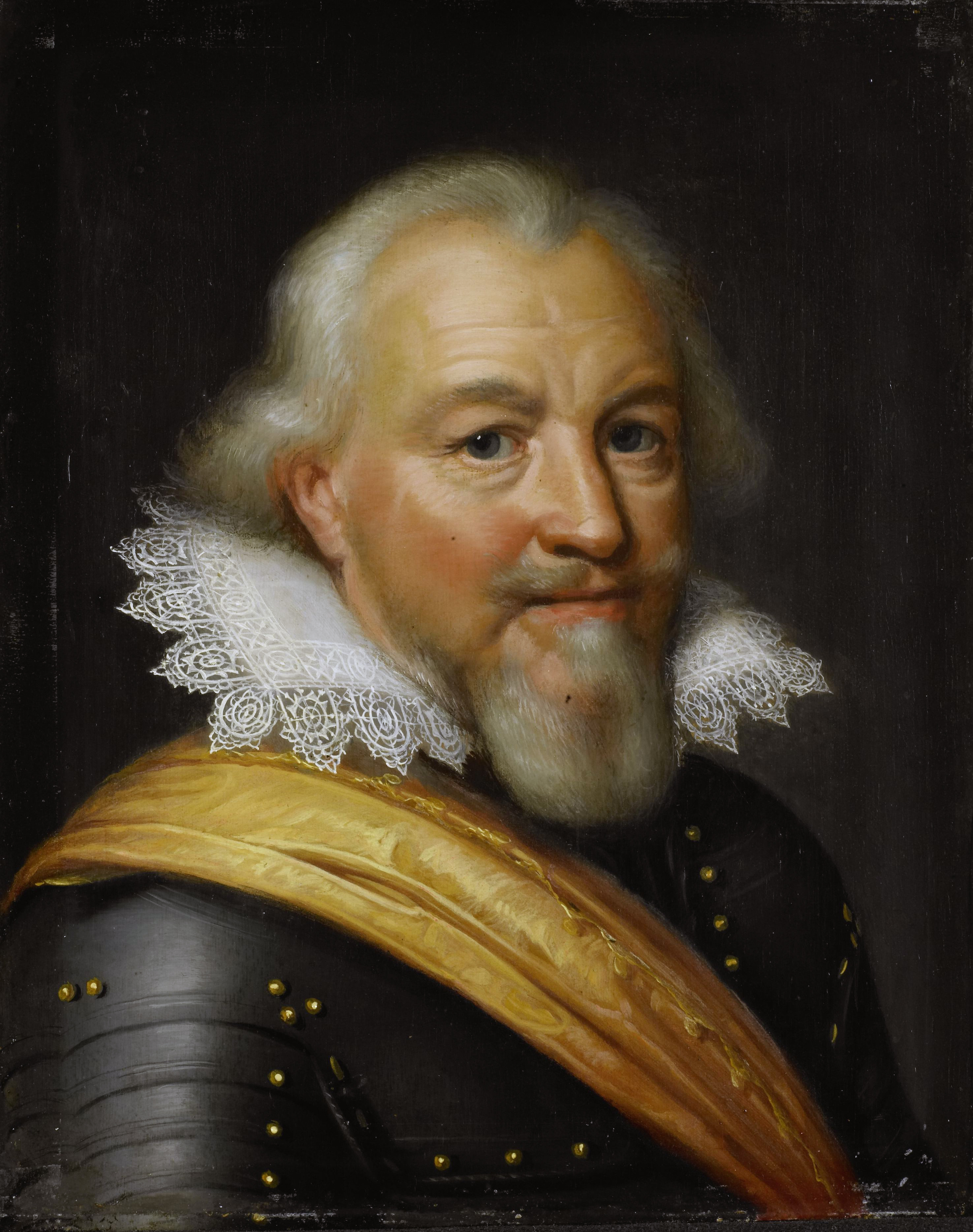
Johan VII van Nassau-Siegen
overleden 1623

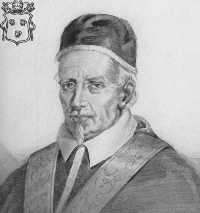
Paus Innocentius XII
overleden in 1700

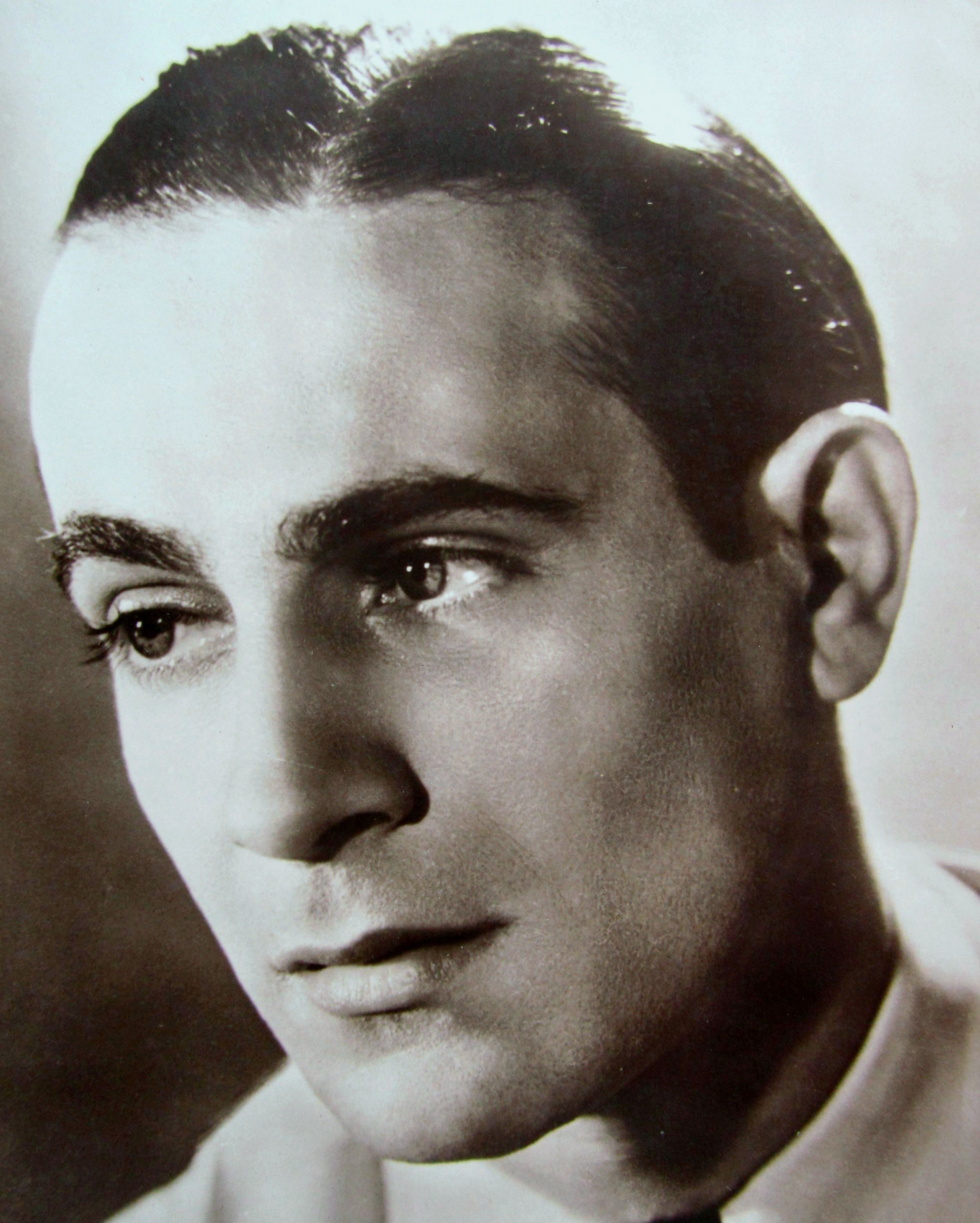
Tino Rossi
overleden in 1983

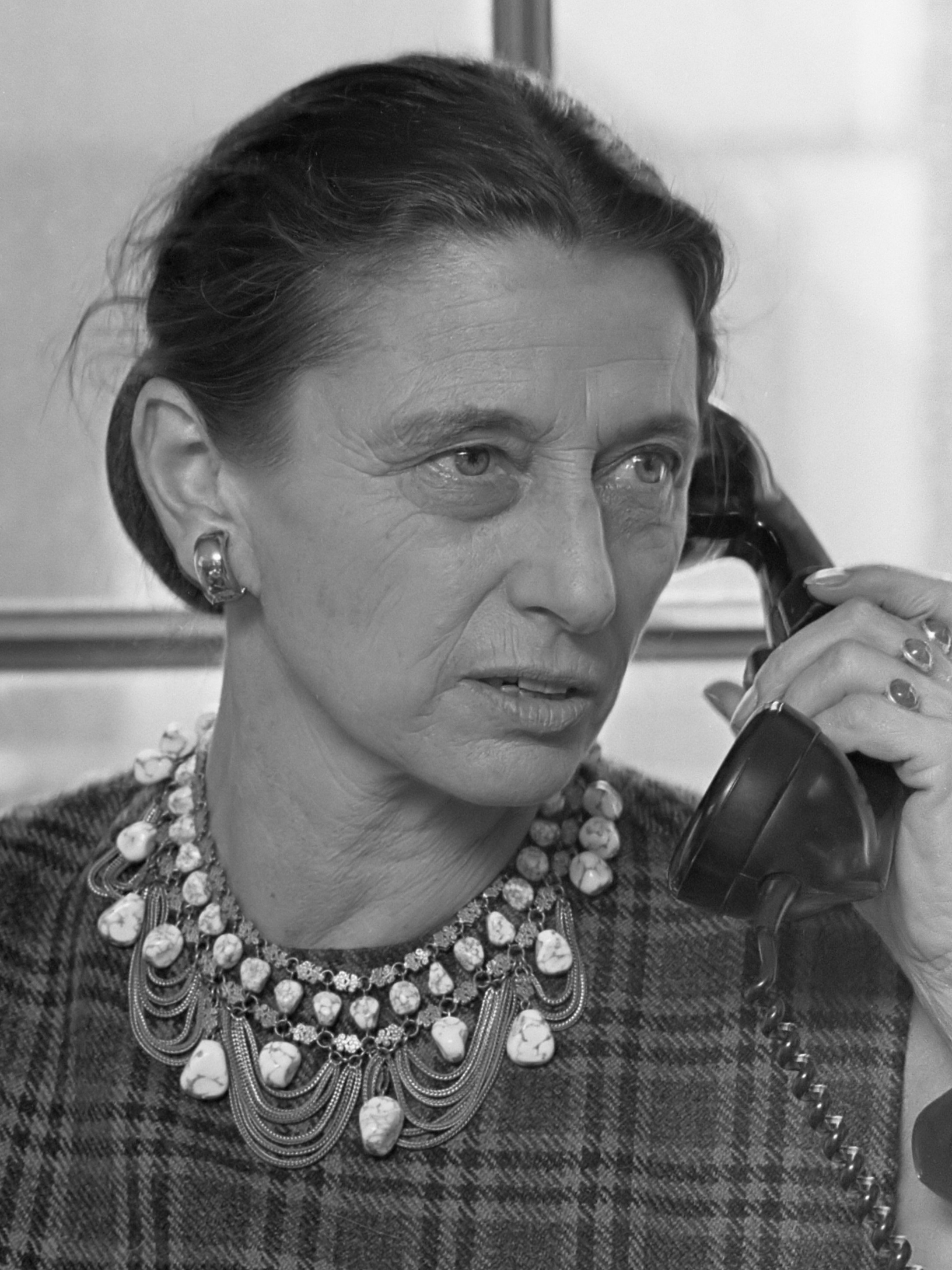
Hans Snoek
overleden in 2001

- 584 - Chilperik I, koning van Neustrië
- 1249 - Raymond VII van Toulouse (52)
- 1590 - Paus Urbanus VII (69)
- 1617 - Johan Ernst van Nassau-Siegen (34), Duits graaf en militair
- 1623 - Johan VII van Nassau-Siegen (62), Duits graaf en militair theoreticus
- 1700 - Paus Innocentius XII (85)
- 1730 - Laurence Eusden, Engels dichter
- 1800 - Hyacinthe Jadin (24), Frans componist
- 1891 - Ivan Gontsjarov (79), Russisch schrijver
- 1940 - Walter Benjamin (48), Duits filosoof en socioloog
- 1943 - Hans-Hartwig Trojer (27), Duits militair
- 1944 - Aristide Maillol (82), Catalaans-Frans beeldhouwer en kunstenaar
- 1953 - Hans Fritzsche (53), Duits nazipoliticus
- 1956 - Babe Zaharias (45), Amerikaans golfspeelster en atlete
- 1959 - Egon Möller-Nielsen (44), Deens-Zweeds architect en beeldhouwer
- 1960 - Sylvia Pankhurst (78), Engels feministe
- 1961 - H.D. (75), Amerikaans dichteres en schrijfster
- 1961 - Simon de Vries Czn (92), Nederlands politicus
- 1963 - Wemeltje Kruit (76), Nederlands dorpsfiguur
- 1964 - Léonce Lagae (70), Belgisch politicus
- 1965 - Clara Bow (60), Amerikaans actrice
- 1967 - Felix Joesoepov (80), lid Russische adel
- 1967 - Hilla von Rebay (77), Amerikaans kunstschilderes
- 1968 - Adriaan Jacob Barnouw (90), Nederlands schrijver
- 1968 - Guido de Filip (64), Italiaans stuurman bij het roeien
- 1969 - Nicolas Grunitzky (56), Togolees staatsman
- 1969 - Vilmos Halpern (59), Hongaars voetbaltrainer
- 1971 - Hermann Ehrhardt (89), Duits militair
- 1971 - Georg Hermann Alexander Ochs (84), Duits entomoloog
- 1974 - Silvio Frondizi (67), Argentijns advocaat
- 1974 - Georgi Koelisjev (89), Bulgaars politicus
- 1975 - Maurice Feltin (92), Frans kardinaal-aartsbisschop van Parijs
- 1975 - Jack Lang (98), Australisch politicus
- 1975 - Kazimierz Moczarski (68), Pools schrijver en verzetsstrijder
- 1976 - Red Perkins (70), Amerikaans trompettist en bigbandleider
- 1977 - Mieczysław Batsch (77), Pools voetballer
- 1978 - Metten Koornstra (66), Nederlands graficus
- 1979 - Gracie Fields (81), Brits zangeres, actrice en comédienne
- 1980 - Dietrich von Saucken (88), Duits generaal
- 1981 - Coen van Emde Boas (77), Nederlands seksuoloog
- 1981 - Bronisław Malinowski (30), Pools atleet
- 1981 - Robert Montgomery (77), Amerikaans acteur
- 1982 - Immigje Kiers (89), Nederlands verzetsstrijder
- 1983 - Tino Rossi (76), Frans operettezanger en acteur
- 1984 - Ellsworth Bunker (90), Amerikaans diplomaat en onderhandelaar
- 1984 - Brecht Willemse (87), Nederlands communiste en verzetsstrijdster
- 1986 - Cliff Burton (24), Amerikaans basgitarist
- 1992 - Jacques Martin (84), Frans curiekardinaal
- 1996 - Frans Van der Steen (85), Belgisch atleet
- 2001 - Hans Snoek (90), Nederlands danspedagoog
- 2003 - Jean Lucas (86), Frans autocoureur
- 2003 - Donald O'Connor (78), Amerikaans acteur, zanger en danser
- 2004 - Harry de Groot (83), Nederlands componist
- 2004 - Pieter Jan Leeuwerink (42), Nederlands volleyballer
- 2004 - Bernard Slicher van Bath (94), Nederlands landbouwhistoricus
- 2005 - Willem van de Sande Bakhuyzen (47), Nederlands regisseur
- 2008 - Sanny Day (87), Nederlands zangeres
- 2008 - Leo Voormolen (63), Nederlands beeldend kunstenaar
- 2010 - Trevor Taylor (73), Brits autocoureur
- 2011 - David Croft (89), Brits scriptschrijver, producer, televisieregisseur en componist
- 2011 - Sara Douglass (54), Australisch schrijfster
- 2011 - Luís Carlos Machado (Escurinho) (61), Braziliaans voetballer
- 2011 - Wilson Greatbatch (92), Amerikaans ingenieur en uitvinder
- 2011 - Imre Makovecz (75), Hongaars architect
- 2011 - Jan Nijland (76), Nederlands politicus
- 2011 - Johnnie Wright (97), Amerikaans countryzanger
- 2012 - Herbert Lom (95), Brits acteur
- 2012 - Piet Sanders (100), Nederlands kunstverzamelaar, jurist en hoogleraar
- 2013 - John de Mol sr. (81), Nederlands zanger en muziekondernemer
- 2013 - François Perin (92), Belgisch politicus
- 2014 - Sietje Gravendaal-Tammens (100), Nederlands verzetsstrijdster
- 2014 - Abdelmajid Lakhal (74), Tunesisch acteur en toneelregisseur
- 2015 - Pietro Ingrao (100), Italiaans politicus
- 2017 - Joy Fleming (72), Duits zangeres
- 2017 - Hans Gerschwiler (96), Zwitsers kunstschaatser
- 2017 - Hugh Hefner (91), Amerikaans tijdschrift-uitgever
- 2017 - Bert Keijts (65), Nederlands bestuurder
- 2018 - Namkhai Norbu (79), Tibetaans-Italiaans geestelijke, tibetoloog en mongoloog
- 2020 - Wolfgang Clement (80), Duits politicus
- 2021 - Roger Hunt (83), Engels voetballer
- 2021 - Lady Aïda (Aïda Spaninks) (63), Nederlands dj
- 2022 - Anne van der Bijl (94), Nederlands zendeling
- 2022 - Gerrit Borghuis (82), Nederlands voetballer
- 2023 - Jesús Aranzabal (83), Spaans wielrenner
- 2023 - Herman van Elteren (95), Nederlands acteur en beeldend kunstenaar
- 2023 - Michael Gambon (82), Iers acteur
- 2024 - Muriel Furrer (18), Zwitsers wielrenster
- 2024 - Hassan Nasrallah (64), Libanees politicus, islamitisch geestelijke en Hezbollah-leider
- 2024 - Maggie Smith (89), Brits actrice

## Viering/herdenking

Turkmenistan

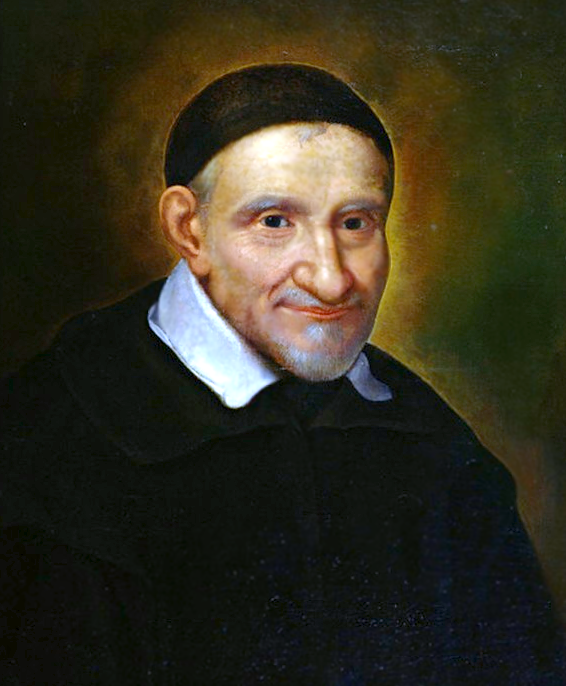
Vincent de Paul

- België: Dag van de Franse Gemeenschap
- Turkmenistan - Nationale feestdag
- Werelddag voor toerisme
- Rooms-Katholieke kalender:
  - Heilige Vincent de Paul († 1660), Patroon van de wezen - Gedachtenis
  - Heilige Adulf (van Córdoba) († c. 850)
  - Heilige Hil(de)trudis (van Liessies) († 790)
  - Heilige Eleazar van Sabran († 1323)
  - Heilige Sigebert van Oost-Anglia († c. 635)
  - Zalige Defina (van Glandenes) († 1360)
  - Zalige Scubilion Rousseau († 1867)

## Weerextremen

### Nederland
| | Officiële records | Officiële records | Officiële records |      | Landelijke records | Landelijke records | Landelijke records  |
| Gebeurtenis | Jaar              | Extreem           | Locatie           | Jaar | Extreem            | Locatie            |                     |
| --- | ----------------- | ----------------- | ----------------- | ---- | ------------------ | ------------------ | ------------------- |
| Laagste etmaalgemiddelde temperatuur (°C) | 1939              | 7,4               | De Bilt           |      | 1939               | 6,9                | Maastricht          |
| Hoogste etmaalgemiddelde temperatuur (°C) | 1992              | 18,8              | De Bilt           |      | 1992               | 20,1               | Rotterdam Geulhaven |
| Laagste minimumtemperatuur (°C) | 1928              | −0,2              | De Bilt           |      | 1928               | −0,6               | Maastricht          |
| Hoogste minimumtemperatuur (°C) | 1988              | 15,0              | De Bilt           |      | 1948               | 16,2               | Vlissingen          |
| Laagste maximumtemperatuur (°C) | 1926              | 10,4              | De Bilt           |      | 1936               | 8,9                | Maastricht          |
| Hoogste maximumtemperatuur (°C) | 1992              | 25,2              | De Bilt           |      | 1907, 1946         | 26,7               | Maastricht          |
| Hoogste uurgemiddelde windsnelheid (m/s) | 1975              | 11,8              | De Bilt           |      | 1975               | 24,2               | IJmuiden            |
| Hoogste windstoot (m/s) | 1975              | 24,7              | De Bilt           |      | 1995               | 29,3               | Lauwersoog          |
| Langste zonneschijnduur (uur) | 2008, 2018        | 10,8              | De Bilt           |      | 2018               | 11,0               | Maastricht          |
| Langste neerslagduur (uur) | 1995              | 12,9              | De Bilt           |      | 2010               | 16,4               | Heino               |
| Hoogste etmaalsom van de neerslag (mm) | 1995              | 20,1              | De Bilt           |      | 1993               | 47,7               | Wilhelminadorp      |
| Laagste etmaalgemiddelde relatieve vochtigheid (%) | 1907, 1963        | 63                | De Bilt           |      | 1939               | 54                 | De Kooy             |
| Laagste uurwaarde luchtdruk op zeeniveau (hPa) | 1952              | 993,1             | De Bilt           |      | 1952               | 991,2              | Leeuwarden          |
| Hoogste uurwaarde luchtdruk op zeeniveau (hPa) | 1906              | 1037,9            | De Bilt           |      | 1906               | 1038,0             | Vlissingen          |
| Officiële records worden altijd gemeten op het KNMI-weerstation in De Bilt. Landelijke records kunnen worden gemeten op elk officieel KNMI-weerstation in Nederland. |                   |                   |                   |      |                    |                    |                     |

Uitzonderlijke gebeurtenissen
- 1953 - Laatste officiële warme dag van het jaar (maximumtemperatuur ≥ 20 °C in De Bilt)
- 1968 - Laatste officiële warme dag van het jaar (maximumtemperatuur ≥ 20 °C in De Bilt)
- 1974 - Laatste officiële zachte dag van het jaar (maximumtemperatuur ≥ 15 °C in De Bilt). Dit is de meest vroege datum waarop de laatste zachte dag is gemeten.
- 1992 - Laatste officiële zomerse dag van het jaar (maximumtemperatuur ≥ 25 °C in De Bilt)
- 1998 - Laatste officiële warme dag van het jaar (maximumtemperatuur ≥ 20 °C in De Bilt)
- 2000 - Laatste officiële warme dag van het jaar (maximumtemperatuur ≥ 20 °C in De Bilt)
- 2021 - Laatste officiële warme dag van het jaar (maximumtemperatuur ≥ 20 °C in De Bilt)

### België
Dagrecords
- 1936 - Laagste etmaalgemiddelde temperatuur 7,7 °C
- 1895 - Hoogste etmaalgemiddelde temperatuur 21,6 °C
- 1837 - Laagste minimumtemperatuur 2,4 °C
- 1895 - Hoogste maximumtemperatuur 26,4 °C
- 2007 - Hoogste etmaalsom van de neerslag 13,2 mm

Uitzonderlijke gebeurtenissen
- 1906 - Hoge luchtdruk: 1037,9 hPa in Ukkel.
- 1936 - Maximumtemperatuur tot 4,4 °C op de Baraque Michel (Jalhay).
- 1946 - Maximumtemperatuur tot 25 °C op de Baraque Michel (Jalhay).

<< · 1 · 2 · 3 · 4 · 5 · 6 · 7 · 8 · 9 · 10 · 11 · 12 · 13 · 14 · 15 · 16 · 17 · 18 · 19 · 20 · 21 · 22 · 23 · 24 · 25 · 26 · 27 · 28 · 29 · 30 · >>